# Syzeuctus curvilineatus
Syzeuctus curvilineatus är en stekelart som först beskrevs av Cameron 1904.  Syzeuctus curvilineatus ingår i släktet Syzeuctus och familjen brokparasitsteklar. Inga underarter finns listade i Catalogue of Life.